# Jorge Alberto Martínez
Jorge Alberto Martínez ist ein mexikanischer Opernsänger. Seine Stimmlage ist Bariton. 

## Leben
Nach seiner Ausbildung zur Chorleitung in Mexiko studierte er Gesang an Konservatorien in Hamburg und Bremen. Er erhielt unter anderem Unterricht von Krisztina Laki, Dieter Schweikard und Enrico Facini. Er belegte Meisterkurse bei Montserrat Caballé, Lorenzo Regazzo und Gemma Bertagnolli.
Jorge Alberto Martínez lebt mit seiner Familie in Wien.

### Karriere
Sein Debüt in Europa feierte er als Preisträger der Kammeroper Schloss Rheinsberg als Dapertuttos in Offenbachs Hoffmanns Erzählungen. 
Es folgte ein fixes Engagement am Landestheater Schleswig-Holstein. Dort war Martínez vier Jahre Ensemblemitglied. Weitere Auftritte am Gran Teatro de La Habana auf Kuba und am Opernhaus Kiel folgten.
Sein Repertoire ist breit gefächert. Zu seinen bereits gesungenen Rollen zählen die Titelrolle in Don Giovanni, Figaro, Graf Almaviva und Bartolo in Le nozze di Figaro, Escamillo in Carmen, Germont in La traviata, Marcello in La Bohème, Papageno in der Zauberflöte, Sharpless in Madama Butterfly, Wolfram im Tannhäuser und Conte di Luna in Il trovatore. 2019 trat er in einer Produktion der Neuen Oper Wien auf.  Regelmäßig tritt er bei Konzerten in der Orangerie im Schloss Schönbrunn auf.